# Anjelica Huston
Anjelica Huston (Santa Monica, Kalifornia, 1951. július 8. –) Oscar- és Golden Globe-díjas amerikai színésznő, filmrendező.

## Élete és pályafutása
1951. július 8-án született Santa Monicában John Huston és Eurica Soma gyermekeként. Írországban tanult egy bentlakásos iskolában. 1973–1989 között Jack Nicholsonnal élt.
1996-ban rendezőként is debütált a vásznon Dorothy Allison Bastard Out of Carolina című bestsellerének filmadaptációjával.

## Magánélete
1992-ben férjhez ment Robert Grahamhez, akivel 2008-ig élt együtt.

## Filmográfia

### Film
| Év   | Magyar cím                                        | Eredeti cím                                  | Szerep                           | Magyar hang        |
| ---- | ------------------------------------------------- | -------------------------------------------- | -------------------------------- | ------------------ |
| 1969 |                                                   | A Walk with Love and Death                   | Claudia                          |                    |
| 1976 | A jamaikai kalóz                                  | Swashbuckler                                 | Lord Durant barátnője            | nem szólal meg     |
| 1976 | Az utolsó filmcézár                               | The Last Tycoon                              | Edna                             | Hernádi Judit      |
| 1981 | A postás mindig kétszer csenget                   | The Postman Always Rings Twice               | Madge Gorland                    | Tóth Judit         |
| 1982 |                                                   | Rose for Emily (rövidfilm)                   | Miss Emily Grierson              |                    |
| 1982 |                                                   | Frances                                      | páciens                          |                    |
| 1984 | A turné                                           | This Is Spinal Tap                           | Polly Deutsch                    |                    |
| 1984 | Jégkalózok                                        | The Ice Pirates                              | Maida                            | Kocsis Mariann     |
| 1985 | A Prizzik becsülete                               | Prizzi's Honor                               | Maerose Prizzi                   | Kocsis Mariann     |
| 1985 | A Prizzik becsülete                               | Prizzi's Honor                               | Maerose Prizzi                   | Kiss Mari          |
| 1986 |                                                   | Captain EO (rövidfilm)                       | vezető                           |                    |
| 1987 | A fájdalom kövei                                  | Gardens of Stone                             | Samantha Davis                   | Jani Ildikó        |
| 1987 | A holtak                                          | The Dead                                     | Gretta Conroy                    |                    |
| 1988 | Mr. North                                         | Mr. North                                    | Persis Bosworth-Tennyson         |                    |
| 1988 | Egy marék por                                     | A Handful of Dust                            | Mrs. Rattery                     | Kiss Mari          |
| 1989 | Bűnök és vétkek                                   | Crimes and Misdemeanors                      | Dolores Paley                    | Andresz Kati       |
| 1989 | Bűnök és vétkek                                   | Crimes and Misdemeanors                      | Dolores Paley                    | Kocsis Mariann     |
| 1989 | Ellenségek – Szerelmi történet                    | Enemies, A Love Story                        | Tamara Broder                    | Frajt Edit         |
| 1990 | Boszorkányok                                      | The Witches                                  | Miss Eva Ernst / Főboszorkány    | Egri Márta         |
| 1990 | Svindlerek                                        | The Grifters                                 | Lilly Dillon                     | Andresz Kati       |
| 1991 | Addams Family – A galád család                    | The Addams Family                            | Morticia Addams                  | Szegedi Erika      |
| 1992 | A játékos                                         | The Player                                   | önmaga                           |                    |
| 1993 | Rejtélyes manhattani haláleset                    | Manhattan Murder Mystery                     | Marcia Fox                       | Kocsis Mariann     |
| 1993 | Addams Family 2. – Egy kicsivel galádabb a család | Addams Family Values                         | Morticia Addams                  | Szegedi Erika      |
| 1995 | A Perez család                                    | The Perez Family                             | Carmela Perez                    | Andresz Kati       |
| 1995 | Menekülés az éjszakába                            | The Crossing Guard                           | Mary                             | Menszátor Magdolna |
| 1996 |                                                   | Bastard Out of Carolina                      | filmrendező                      |                    |
| 1998 | Zsaruszerencse                                    | Phoenix                                      | Leila                            |                    |
| 1998 | Örökkön-örökké                                    | Ever After                                   | Rodmilla de Ghent                | Moór Marianna      |
| 1998 | Buffalo ’66, avagy a megbokrosodott teendők       | Buffalo '66                                  | Jan Brown                        | Tóth Judit         |
| 1999 | Agnes Browne                                      | Agnes Browne                                 | Agnes Browne                     | Ráckevei Anna      |
| 2000 | Az aranyserleg                                    | The Golden Bowl                              | Fanny Assingham                  | Faragó Vera        |
| 2001 | Egy férfi titkos órákra                           | The Man from Elysian Fields                  | Jennifer Adler                   |                    |
| 2001 | Tenenbaum, a háziátok                             | The Royal Tenenbaums                         | Etheline Tenenbaum               | Pécsi Ildikó       |
| 2002 | Barbie, mint Rapunzel                             | Barbie as Rapunzel                           | Gothel (hangja)                  |                    |
| 2002 | Véres munka                                       | Blood Work                                   | Dr Bonnie Fox                    | Ráckevei Anna      |
| 2003 | Oviapu                                            | Daddy Day Care                               | Miss Harridan                    | Borbás Gabi        |
| 2003 | Kaena – A prófécia                                | Kaena: The Prophecy                          | A szeleniták királynője (hangja) |                    |
| 2004 | Édes vízi élet                                    | The Life Aquatic with Steve Zissou           | Eleanor Zissou                   | Andai Györgyi      |
| 2006 | Ízlésficam                                        | Art School Confidential                      | művészettörténet-tanár           | Borbás Gabi        |
| 2006 | Lányok a pácban                                   | Material Girls                               | Fabiella Du Mont                 | Andresz Kati       |
| 2006 | Seraphim Falls – A múlt szökevénye                | Seraphim Falls                               | Madame Louise                    | Andresz Kati       |
| 2006 | Drámai pillanatok                                 | These Foolish Things                         | Lottie Osgood                    |                    |
| 2007 | Utazás Darjeelingbe                               | The Darjeeling Limited                       | Patricia Whitman                 | Bencze Ilona       |
| 2008 | Fulladás                                          | Choke                                        | Ida Mancini                      | Kiss Mari          |
| 2008 | Csingiling                                        | Tinker Bell                                  | Klerion királynő (hangja)        | Kovács Nóra        |
| 2009 | Csingiling és az elveszett kincs                  | Tinker Bell and the Lost Treasure            | Klerion királynő (hangja)        | Kovács Nóra        |
| 2010 | Egy macska kettős élete                           | A Cat in Paris                               | Claudine (hangja)                |                    |
| 2010 | Minden kút Rómába vezet                           | When in Rome                                 | Celeste                          | Andresz Kati       |
| 2011 | Fifti-fifti                                       | 50/50                                        | Diane Lerner                     | Bencze Ilona       |
| 2011 | Vad évad                                          | The Big Year                                 | Annie Auklet                     | Andresz Kati       |
| 2011 | Rosszcsont Peti: A mozifilm                       | Horrid Henry: The Movie                      | Miss Battle-Axe                  |                    |
| 2011 | Csingiling és a nagy verseny (rövidfilm)          | Pixie Hollow Games                           | Klerion királynő (hangja)        |                    |
| 2012 | Csingiling: A szárnyak titka                      | Secret of the Wings                          | Klerion királynő (hangja)        | Kovács Nóra        |
| 2014 | Csingiling és a kalóztündér                       | The Pirate Fairy                             | Klerion királynő (hangja)        | Kovács Nóra        |
| 2015 | Csingiling és a Soharém legendája                 | Tinker Bell and the Legend of the NeverBeast | Klerion királynő (hangja)        | Kovács Nóra        |
| 2016 | Tisztítókúra                                      | The Cleanse                                  | Lily                             | Timkó Eszter       |
| 2017 |                                                   | Thirst Street                                | narrátor                         |                    |
| 2017 |                                                   | Trouble                                      | Maggie                           |                    |
| 2018 | Kutyák szigete                                    | Isle of Dog                                  | (Mute) Poodle                    |                    |
| 2019 | John Wick: 3. felvonás – Parabellum               | John Wick: Chapter 3 – Parabellum            | Igazgató                         | Andresz Kati       |
| 2019 | Sarkvidéki akció                                  | Arctic Dogs                                  | Magda (hangja)                   | Pálos Zsuzsa       |
| 2020 | Anyára várva                                      | Waiting for Anya                             | Horcada özvegy                   | Menszátor Magdolna |
| 2021 | A Francia Kiadás                                  | The French Dispatch                          | narrátor (hangja)                | Zsurzs Kati        |
| 2025 | Balerina                                          | From the World of John Wick: Ballerina       | Igazgató                         | Kiss Mari          |

### Televízió
| Év        | Magyar cím                        | Eredeti cím                            | Szerep                            | Megjegyzések                                               |
| --------- | --------------------------------- | -------------------------------------- | --------------------------------- | ---------------------------------------------------------- |
| 1982–1983 |                                   | Laverne & Shirley                      | Geraldine / Miss Paris            | 2 epizód                                                   |
| 1986      | Saturday Night Live               | Saturday Night Live                    | társ-házigazda                    | 1 epizód                                                   |
| 1988      | Texasi krónikák: Lonesome Dove    | Lonesome Dove                          | Clara Allen                       | - minisorozat (4 epizód) - magyar hangja: - Bánsági Ildikó |
| 1993      | Családi fényképek                 | Family Pictures                        | Lainey Eberlin                    | tévéfilm                                                   |
| 1993      | És a zenekar játszik tovább…      | And The Band Played On                 | Dr. Betsy Reisz                   | tévéfilm                                                   |
| 1995      | Vad nők                           | Buffalo Girls                          | Calamity Jane                     | - minisorozat (2 epizód) - magyar hangja: - Bencze Ilona   |
| 2001      | Artúr király és a nők             | The Mists of Avalon                    | Viviane / a Tó Hölgye             | - minisorozat (2 epizód) - magyar hangja: - Kiss Mari      |
| 2002      |                                   | Joan Crawford: The Ultimate Movie Star | narrátor                          | dokumentumfilm                                             |
| 2004      | Vasakaratú angyalok               | Iron Jawed Angels                      | Carrie Chapman Catt               | - tévéfilm - magyar hangja: - Halász Aranka                |
| 2005      | Ha elindul a busz                 | Riding the Bus with My Sister          | nem szerepel                      | tévéfilm (filmrendező)                                     |
| 2006      | A Hádész-faktor                   | Covert One: The Hades Factor           | Az elnök                          | - minisorozat (2 epizód) - magyar hangja: - Borbás Gabi    |
| 2006      | Huff                              | Huff                                   | Dr. Lena Markova                  | 4 epizód                                                   |
| 2008–2009 | A médium                          | Medium                                 | Cynthia Keener                    | 8 epizód                                                   |
| 2011–2023 | Amerikai fater                    | American Dad!                          | Ellen Riggs tanfelügyelő (hangja) | 4 epizód                                                   |
| 2012–2013 | Kasszasiker                       | Smash                                  | Eileen Rand                       | 32 epizód                                                  |
| 2014–2020 | BoJack Horseman                   | BoJack Horseman                        | Angela Diaz (hangja)              | 2 epizód                                                   |
| 2015–2016 | Nincs titok                       | Transparent                            | Vikki                             | 7 epizód                                                   |
| 2016      | Éljen Julien király!              | All Hail King Julien                   | Julienne (hangja)                 | 5 epizód                                                   |
| 2016–2018 | Trollvadászok                     | Trollhunters: Tales of Arcadia         | Usurna királynő (hangja)          | 15 epizód                                                  |
| 2017      |                                   | The Watcher in the Woods               | Mrs. Aylwood                      | tévéfilm                                                   |
| 2017      |                                   | Anjelica Huston on James Joyce         | önmaga                            | dokumentumfilm                                             |
| 2018      | Angie Tribeca – A törvény nemében | Angie Tribeca                          | Anna Summour                      | 1 epizód                                                   |
| 2023      | Star Wars: Látomások              | Star Wars: Visions                     | Sith anya (hangja)                | 1 epizód                                                   |
| 2024      | Star Wars: A Rossz Osztag         | Star Wars: The Bad Batch               | Lady Isa Durand (hangja)          | 1 epizód                                                   |
| 2025      |                                   | Towards Zero                           | Lady Tressilian                   | minisorozat (2 epizód)                                     |

## Díjai
- New York-i Filmkritikusok díja (1985)
- Oscar-díj (1986)
- Golden Apple-díj (1998)
- Golden Globe-díj (2005)